# セトメトン
セトメトン（スペイン語: CETMETÓN）は、1950年代にスペインで開発されたボルトアクション式小銃。FR7及びFR8の二種類が開発された。セトメトンとは、セトメ（CETME）と騎銃兵（mosquetón）の合成語であり、FRはスペイン語で「改造型小銃」を意味するFusil Reformadoの略。FR7はスペイン式M93モーゼルボルトシステムを有し、またFR8はモーゼルM98ボルトシステムを有する。短銃身を備える軽量な小銃だが、強力な7.62x51mm NATO弾を使用する為に発砲時の反動と発砲炎は大きい。1960年に国内の軍需産業を統合してサンタ・バルバラ国営会社（後のサンタ・バルバラ・システマス）が設立されたため、サンタ・バルバラ小銃、サンタバーバラライフル等の呼び方をされることもある。

## 歴史
1950年代当時、スペイン軍では既に新型突撃銃セトメ・ライフルが採用されていたが、全ての部隊にこれを行き渡らせ、また配備に向けた訓練を行う為に十分な数の調達は達成されていなかった。FR7およびFR8はこの不足を補う為の小銃として設計され、スペイン軍が保有する旧式のモーゼル式小銃を改造する形で生産された。FR7は当初M1916短小銃をベースに製造されていたが、後にはM1893小銃も同等の改造を受けてFR7として出荷された。FR7を含むこれら3種の小銃のボルトアクションシステムは、レシーバのリング径が後継のM98ボルトシステムよりも.100インチ小さい為にしばしばスモールリングモーゼル("small ring" Mausers)と呼ばれる。それぞれのリング径は前者が1.410インチ、後者が1.300インチである。またFR8はM98ボルトシステムを有するM1943小銃を原型としている。FR7とFR8はいずれも7.62x51mm NATO弾を装填できるように機関部や銃身に改造が加えられている。FR8は1970年代にシエラネバダ山脈に展開したグアルディア・シビルの部隊で広く使用された。

## 設計
消炎器はNATO標準の小銃擲弾が装填できるように設計されている。消炎器の先端にはノッチが加工されており、ここに鉄条網などを引っ掛け、発砲することで切断することができる。銃身下のガスチューブのような管は着剣装置で、クリーニングロッドの収納スペースも兼ねている。後部照準器は回転式の照門で、照準距離を100m（Vノッチオープンサイト）200m、300m、400m（それぞれピープサイト）に切り替えられる。照星は専用工具を用いて上下調整を行える。その他の操作は原型となったモーゼル小銃に準ずる。

## 画像

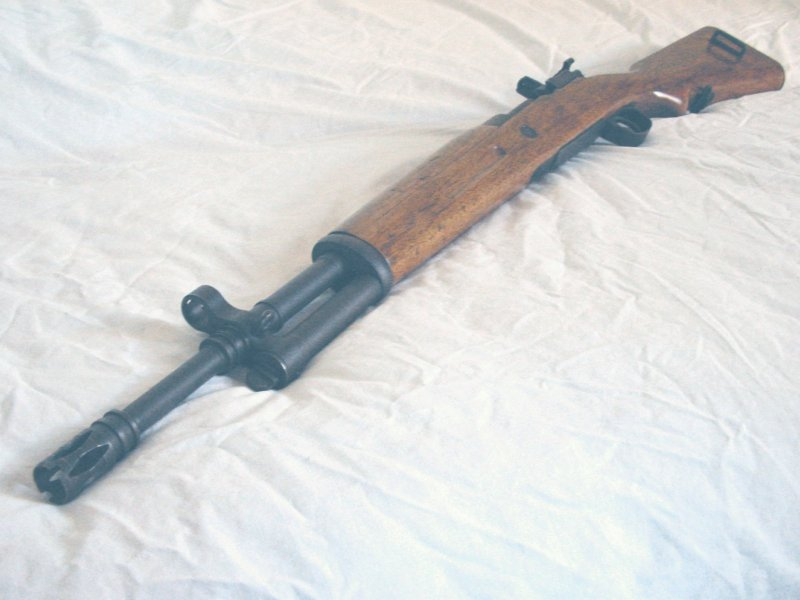
FR8。
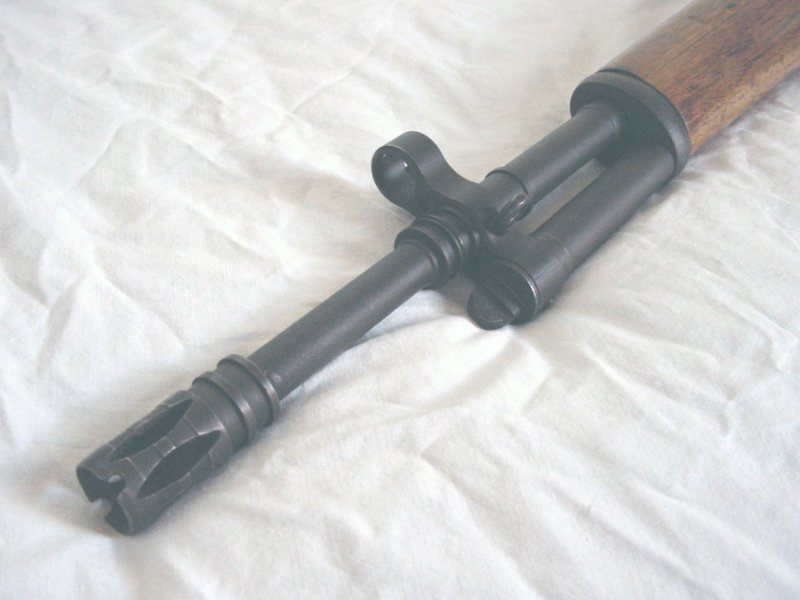
FR8の消炎器。
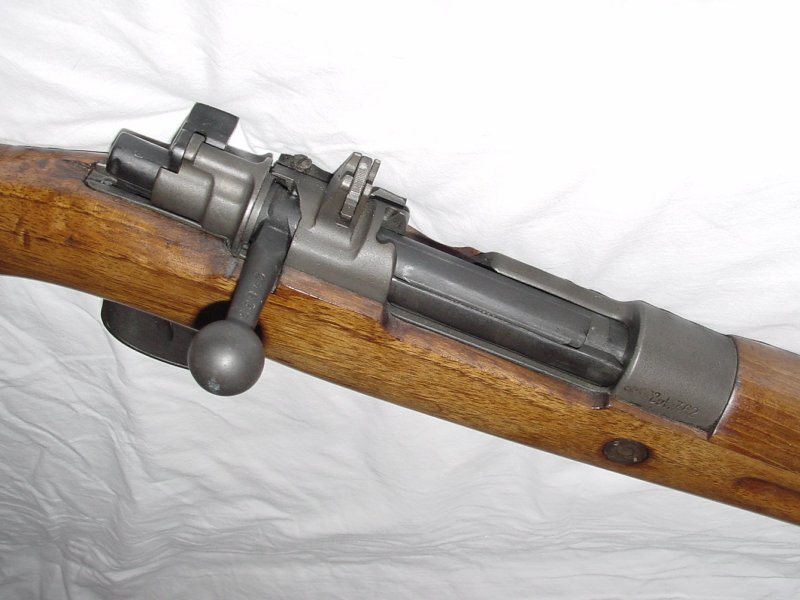
FR8の機関部。
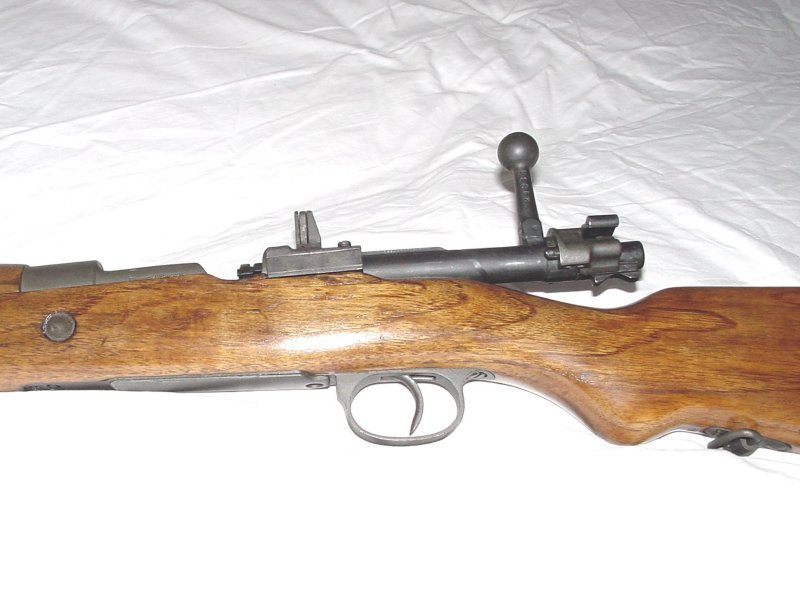
FR8の機関部。ボルトを引いた状態。
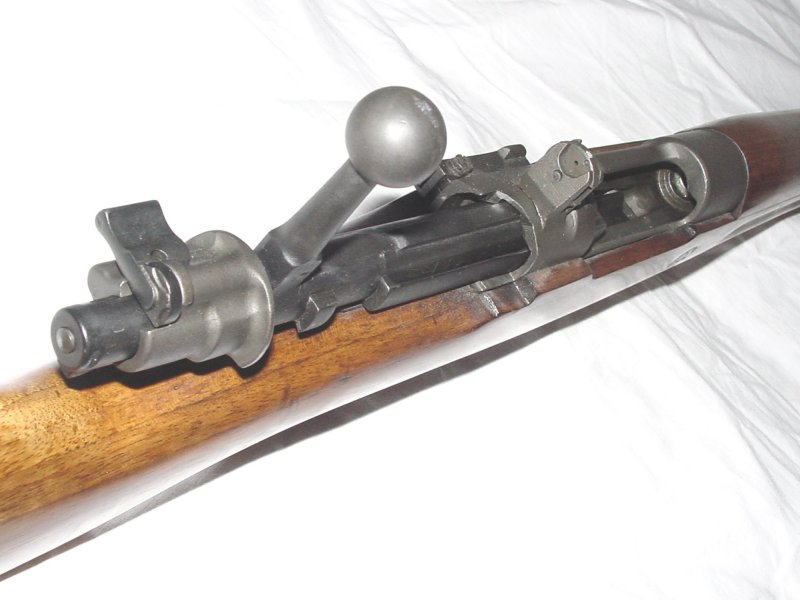
FR8の機関部。ボルトを引いた状態。
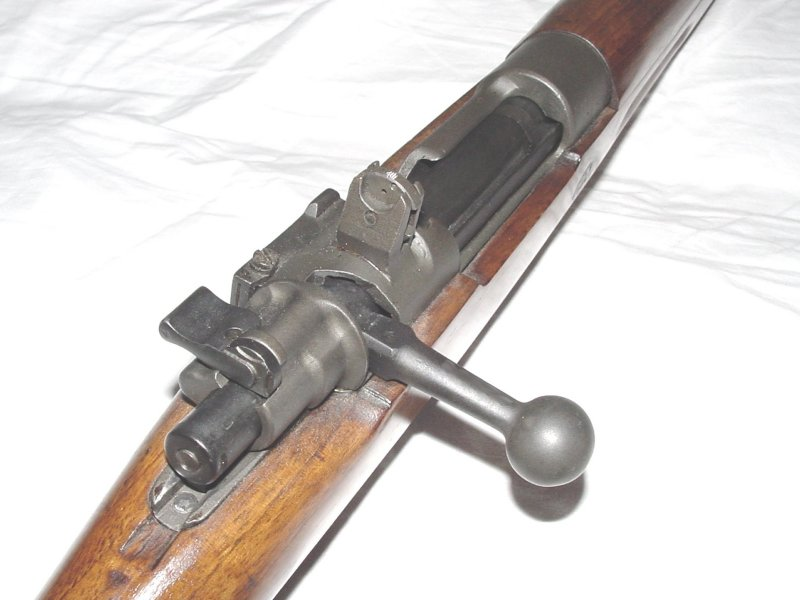
FR8の照門。
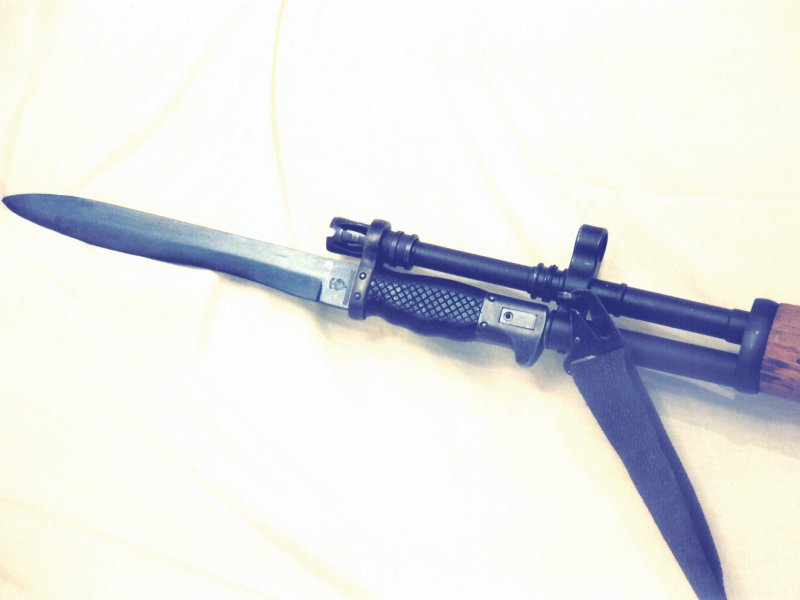
FR8の銃口。着剣した状態。
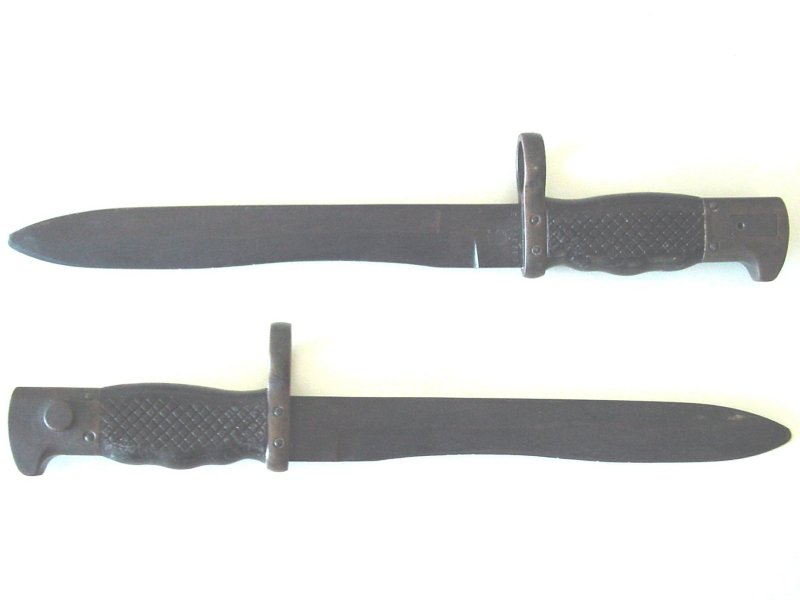
FR8用の銃剣。